# Marcel Francisci
Marcel Francisci (Ciamannacce, 30 novembre 1919 – Parigi, 15 gennaio 1982) è stato un mafioso e politico francese, legato alla mafia corsa e considerato la mente della French connection, una rete del traffico di eroina che coinvolgeva la Francia e gli Stati Uniti d'America.

## Biografia
Nato a Ciamannacce in Corsica, Marcel Francisci combatté nell'esercito francese della Francia Libera in Italia durante la Seconda guerra mondiale e fu premiato con quattro medaglie per atti d'eroismo, compresa la Croix de guerre. Dopo l'Armistizio di Cassibile venne reclutato nella mafia corsa da Jo Renucci e s'inserì nel contrabbando di sigarette tra Tangeri e Marsiglia.
Francisci e Renucci si allearono a forze politiche anticomuniste e specialmente al Partito gollista, di cui Francisci ne sarebbe diventato uno dei membri più influenti in Corsica.
Quando Renucci morì nel novembre 1958, Francisci ereditò il suo impero criminale, preferendo stabilirsi a Parigi e lasciare le attività illegali a Marsiglia a suoi subalterni. Nella capitale francese Francisci si conquistò molte amicizie politiche e investiva parte della sua ricchezza nei casinò. Infatti era proprietario di sontuosi casinò a Parigi, Londra e Beirut.

### Lo scontro tra le gang
Tra il 1965 e il 1967 Marcel Francisci entrò in aperto contrasto con il clan Guerini, che era guidato dal boss Antoine Guerini e dal suo tirapiedi Jean-Baptiste Andreani, per via della concorrenza spietata tra i suoi casinò e quelli di Guerini. Inoltre a quei tempi il clan Guerini aveva assunto un ruolo di primo piano all'interno della mafia corsa perché organizzava un traffico di eroina proveniente dalla Turchia.
Il 23 giugno 1967 a Marsiglia due motociclisti spararono undici pallottole ad Antoine Guerini, che rimase ucciso.
Alcune settimane dopo, Francisci fu costretto a fuggire da un comizio elettorale ad Ajaccio tenuto da Giovanni Bozzi, un candidato gollista, perché alcuni cecchini iniziarono a sparargli.
Il 14 dicembre 1967 due gangster legati al clan Guerini hanno cercato di fare esplodere la casa di Francisci con 220 kg di tritolo ma il loro piano fallì.
Il 21 giugno 1968 cinque uomini armati tesero un'imboscata a Francisci mentre cenava in un ristorante di Ajaccio; Francisci rimase illeso però ci furono un morto e cinque feriti. Quattro mesi più tardi gli autori dell'imboscata vennero uccisi in un bar parigino da uomini armati travestiti da poliziotti.
In via definitiva il clan Guerini venne sterminato per vendette trasversali.
Poco tempo dopo Francisci divenne un funzionario eletto per il partito gollista in Corsica. Però nel 1971 lui e il suo amico Paul Mondoloni vennero accusati dalle forze di polizia degli Stati Uniti d'America di essere i capi della French connection, cioè il traffico di eroina tra Marsiglia e New York.
Il 15 gennaio 1982 Marcel Francisci venne ucciso mentre entrava nella sua auto nel parcheggio del palazzo in cui viveva in Rue de la Faisanderie nel XVI arrondissement a Parigi.